# Jaylib
Jaylib kallades samarbetet mellan rapparna och hiphopproducenterna J Dilla och Madlib. Samarbetet inleddes 2002 och fick ett abrupt slut i och med J Dillas död 2006.
Hälften av skivan är producerad av J Dilla och hälften av Madlib, och den ene rappar på den andres beats.

## Medlemmar
- J Dilla (f. James Dewitt Yancey 7 februari 1974 i Detroit, Michigan, död 10 februari 2006 i Los Angeles, Kalifornien) - hiphopproduktion, rap, sampling, basgitarr, keyboard, synthesizer, cello, sång, gitarr, trummor
- Madlib (f. Otis Jackson Jr. 24 oktober 1974 i Oxnard, Kalifornien) - hiphopproduktion, rap

## Diskografi

### Studioalbum
- 2003 – Champion Sound

### Singlar
- 2003 – The Red / The Official
- 2004 – McNasty Filth / Pillz (med Frank n Dank)
- 2004 – McNasty Filth / Acapella
- 2005 – Champion Sound / Strip Club